# Milena Canonero
Milena Canonero, född 13 juli 1949 i Turin, är en italiensk kläddesigner som arbetat både inom film och teater. Canonero har vunnit fyra Oscar-statyetter för bästa kostym och nominerats ytterligare sex gånger.
Canonero studerade konst, designhistoria och kläddesign i Genua. Hon flyttade sedan till England där hon började sin karriär vid mindre teatrar och vid filmproduktioner. Hennes första större uppdrag som kostymdesigner var för Stanley Kubricks A Clockwork Orange (1971). 1975 arbetade hon återigen för Kubrick och filmen Barry Lyndon för vilken hon tillsammans med Ulla-Britt Söderlund mottog en Oscar för bästa kostym 1976. Sin andra Oscar vann hon för Triumfens ögonblick 1982 av Hugh Hudson. Hennes tredje Oscar följde 2007 för Marie Antoinette av Sofia Coppola och vid Oscarsgalan 2015 prisades hon återigen, denna gång för sitt arbete med The Grand Budapest Hotel.

## Filmografi (urval)
Som kostymdesigner

- 1971 – A Clockwork Orange
- 1975 – Barry Lyndon (tillsammans med Ulla-Britt Söderlund)
- 1978 – Midnight Express
- 1980 – The Shining
- 1981 – Triumfens ögonblick
- 1985 – Mitt Afrika
- 1990 – Dick Tracy
- 1990 – Gudfadern del III
- 1992 – Ensam ung kvinna söker
- 1994 – Only You
- 1998 – Bulworth
- 2001 – Farlig intrig
- 2002 – Solaris
- 2004 – Life Aquatic
- 2004 – Ocean's Twelve
- 2006 – Marie Antoinette
- 2007 – Hotel Chevalier
- 2007 – The Darjeeling Limited
- 2010 – The Wolfman
- 2011 – Carnage
- 2014 – The Grand Budapest Hotel
- 2021 – The French Dispatch
- 2023 – Asteroid City
- 2024 – Megalopolis